# Blatno, Brežice
Blatno este o localitate din comuna Brežice, Slovenia, cu o populație de 157 de locuitori.